# فرودگاه تامال
فرودگاه تامال (به انگلیسی: Tamale Airport) یک فرودگاه همگانی و نظامی با کد یاتا TML است که یک باند فرود آسفالت دارد و طول باند آن ۲۴۳۸ متر است. این فرودگاه در کشور غنا قرار دارد و در ارتفاع ۱۶۹ متری از سطح دریا واقع شده است.

## شرکت‌های هواپیمایی و مقصدهای پروازی

### مسافری
| شرکت‌های هواپیمایی     | مقصدهای پروازی |
| --------------------- | -------------- |
| Africa World Airlines | کوتوکا، کوماسی |
| Starbow Airlines      | کوتوکا         |